# Gervachoerus
Gervachoerus ist eine ausgestorbene Gattung früher Paarhufer, die in der Regel der ebenfalls erloschenen Familie der Cebochoeridae zugesprochen wird. Funde sind aus dem westlichen und mittleren Europa überliefert. Sie datieren in den das Mittlere Eozän vor rund 45 bis 41 Millionen Jahren. Es handelt sich überwiegend um Gebissfragmente, lediglich aus dem Geiseltal sind einzelne Teilskelette erhalten. Dem Fundmaterial zufolge waren die Tiere von kleiner Gestalt und besaßen einen ausgesprochen langen Schwanz. Charakteristische Merkmale finden sich in dem isoliert von anderen Zähnen stehenden ersten Prämolar, der im Vergleich zu nahe verwandten Form einfach gestaltet war, und den buckeligen Kauflächen der Molaren mit vier Haupthöckern. Die Bezeichnung Gervachoerus wurde im Jahr 1978 zunächst als Untergattung von Cebochoerus eingeführt, später aber auf Gattungsniveau gehoben. Es sind mehrere Arten anerkannt. In der Fachwelt besteht Einigkeit, dass diese als eigenständige Entwicklungslinie innerhalb der Cebochoeridae einzustufen sind, es wurden allerdings Bedenken über die Korrektheit der Namensgebung der Gattung geäußert.

## Merkmale
Gervachoerus war ein kleiner Angehöriger der Paarhufer. Die Form ist weitgehend nur über fragmentiertes Gebissmaterial belegt, lediglich aus dem Geiseltal sind einzelne Teilskelette überliefert. Anhand dieser kann für einen weitgehend vollständig erhaltenen Schädel eine Gesamtlänge von 10,6 cm angegeben werden, wovon der Gesichtsabschnitt etwa 5,6 cm beanspruchte. Wie bei allen Mitgliedern der Cebochoeridae war er langgestreckt und besaß̣ nach hinten offene Augenfenster. Der Unterkiefer war schlank und maß bis zu 7,8 cm in der Länge. Am Kronenfortsatz betrug die größte Höhe etwa 4,1 cm, während der Gelenkfortsatz bis zu 3,1 cm aufragte. Typisch war die nach hinten zunehmende Höhe des horizontalen Knochenkörpers. Allerdings fiel die Zunahme nicht so extrem aus wie bei Cebochoerus, bei dem der Unterkiefer unterhalb des dritten Molaren doppelt so hoch war wie unterhalb des zweiten Prämolaren. Im Unterschied dazu blieb der horizontale Knochenkörper bei Acotherulum nahezu gleich. Absolut ausgedrückt wurde bei Gervachoerus der Unterkiefer unterhalb des ersten Molaren etwa 1,2, unterhalb des dritten 1,8 cm hoch. Vor dem zweiten Prämolaren öffnete sich ein Foramen mentale.
Das Gebiss ist weitgehend für den hinteren Abschnitt ab dem Eckzahn überliefert. Sowohl der obere als auch der untere Eckzahn besaßen die Gestalt eines Schneidezahns (incisiviform), was mit den anderen Angehörigen der Cebochoeridae übereinstimmt. Dahingegen entsprach der erste Prämolar in seiner Gestalt auch einem Vormahlzahn (praemolariform). Hier liegt ein auffallender Unterschied zu Cebochoerus und Acotherulum vor, bei denen der vorderste Prämolar eckzahnartig (caniniform) ausgeprägt war. In Übereinstimmung mit anderen nahverwandten Formen stand auch bei Gervachoerus der erste Prämolar isoliert, da ihn jeweils ein Diastema vom vorangehenden und nachfolgenden Zahn trennte. Die unteren Prämolaren waren gestreckt, nahmen aber in der Länge von vorn nach hinten ab. Dagegen wurden die oberen Molaren nach hinten länger. Ihnen fehlten einige Scherleisten wie das Para- und Metastyl. Generell wiesen die Mahlzähne wie bei den Cebochoeridae typisch ein buckeliges (bunodontes) Kauflächenmuster mit vier Haupthöckern auf. An den unteren Molaren waren bei Gervachoerus die beiden äußeren Buckel (Meta- und Paraconid) zu zwei Drittel miteinander verwachsen und bildeten eine Kante. Zudem lagen das Trigonid (der Bereich mit den Haupthöckern) und das Talonid (ein häufig tiefer liegender Bereich der Kauoberfläche mit einzelnen Nebenhöckern) auf etwa der gleichen Zahnhöhe, während bei  Acotherulum ersteres letzteres überragte.
Zum postcranialen Skelett liegen kaum Informationen vor. Es lassen sich aber einige Merkmale feststellen, die Gervachoerus als frühe Entwicklungsform innerhalb der Paarhufer charakterisieren. Hierzu gehören die beiden nicht miteinander verwachsenen Knochen des Unterarms. Von diesen wurde die Elle 7,9 cm lang mit einem Olecranon-Anteil von 1,2 cm, die Speiche 6,3 cm. Der Oberarmknochen) entsprach der Elle in der Länge. Ebenfalls recht ursprünglich waren die nahezu gleichlangen Mittelhandknochen der Strahlen II bis IV. Ihre Länge variierte von 2,9 (Strahl II) über 3,3 (Strahl III) bis hin zu 3,0 cm (Strahl IV), lediglich der äußerste Strahl wurde mit 2,3 cm Länge deutlich kürzer. Die einzelnen Hand- und Fußstrahlen waren noch separiert voneinander. Die Endglieder der Finger und Zehen wirkten schlank und besaßen leicht eingedellte untere Flächen, wodurch sie als intermediär zwischen Hufen und Krallen anzusehen sind.

## Fossilüberlieferung
Reste von Gervachoerus wurden in Mittel- und Westeuropa entdeckt und datieren allesamt in das Mittlere Eozän vor 45 bis 41 Millionen Jahren. Bedeutend sind vor allem die Funde aus dem Geiseltal in Sachsen-Anhalt, welche die einzigen bekannten Teilskelette repräsentieren. Sie wurden in den unteren Bereichen der sogenannten Oberkohle an der lokalen Fundstelle Cecilie III geborgen. Es handelt sich um Teile des vorderen und hinteren Rumpfabschnittes sowie um mehrere Unterkiefer und einen Schädel. Die Fossilien repräsentieren einen großen Vertreter der Gattung. Weiteres Material wurde aus Bouxwiller im Elsass im östlichen Frankreich berichtet. Hierzu zählen isolierte Zähne und Gebissfragmente wie etwa ein rechter Oberkiefer zweier unterschiedlich großer Formen. Ebenfalls einzelne Zähne stammen aus dem Calcaire grossier, dem Pariser Kalkstein, von La Défense und aus Egerkingen in der nördlichen Schweiz.

## Paläobiologie
Die Teilskelette aus dem Geiseltal repräsentieren einen größeren Vertreter von Gervachoerus. Rekonstruiert lässt sich dadurch für die Tiere eine Gesamtlänge von 70 bis 80 cm und eine Schulterhöhe von 30 cm angeben. Das Körpergewicht könnte bei 25 bis 30 kg gelegen haben. Ähnlich wie bei anderen frühen Paarhufern war der Schwanz ausgesprochen lang, bei Gervachoerus nahm er rund 30 % der Länge des restlichen Körpers ein. Der Habitus entsprach in etwa dem der heutigen Ducker, wobei die Hinterbeine bei Gervachoerus moderat lang waren.

## Systematik
Gervachoerus ist eine Gattung aus der ausgestorbenen Familie der Cebochoeridae. Bei diesen handelt es sich um eine insgesamt wenig diverse Gruppe aus der Ordnung der Paarhufer (Artiodactyla), die im Eozän und Unteren Oligozän im westlichen und zentralen Europa nachgewiesen ist. Ihre Vertreter werden durch einen kleinen bis mittelgroßen Körperbau, kurzen und robusten Hirnschädel und charakteristische Gebissstruktur gekennzeichnet. Typisch ist hierbei ein häufig eckzahnähnlicher (caniniformer) vorderer Prämolar, der durch eine Zahnlücke vom vorangehenden Eckzahn und nachfolgenden zweiten Prämolar getrennt wird. Der Eckzahn wiederum besitzt eine schneidezahnartige (incisiviforme) Gestalt. Die hintere Bezahnung zeichnet sich durch ihre allgemein bunodonte Struktur mit vier Haupthöckern auf der Kaufläche aus. Forschungsgeschichtlich wurden die Cebochoeridae häufig mit den Schweineartigen (Suina) oder den Flusspferden (Hippopotamidae) in Verbindung gebracht, zahnmorphologische Untersuchungen ergaben zudem Ähnlichkeiten zu den frühen Walen (Cetacea). Die meisten Wissenschaftler fassen sie heute als einen Teil einer Gruppe früher Paarhufer auf, die im Paläogen im westlichen Eurasien endemisch verbreitet war und deren genaueren Beziehungen unklar sind. Phylogenetisch stehen sie möglicherweise den ebenfalls ausgestorbenen Choeropotamidae nahe. Innerhalb der Cebochoeridae gilt Gervachoerus als eher ursprüngliche Form. Enger verwandt sind Cebochoerus und Acotherulum.
In der Regel werden Gervachoerus mehrere Arten zugeschrieben:
- G. dawsoni Sudre, 1978
- G. jaegeri Sudre, 1978
- G. suillus (Gervais, 1852)

Hierbei bildet G. dawsoni die kleinste und stammesgeschichtlich ursprünglichste, G. jaegeri die größte und modernere Art.
Die Taxonomie und nomenklatorische Benennung von Gervachoerus ist in Diskussion. Die ersten, heute zu der Gattung gestellten Funde, wurden von Paul Gervais im Jahr 1852 zu Dichobune gestellt, der hierbei mit D. suillum eine neue Art auswies. Es ist aber fraglich, ob das gesamte von Gervais vorgestellte Material bestehend aus Einzelzähnen, einem Gebissfragment und Fußknochen der Art zugesprochen werden kann. Aus diesem Grund wurde später ein Molar als Belegexemplar ausgewählt. Die Funde stammen aus dem Calcaire grossier von La Defense bei Paris. Im gleichen Werk etablierte Gervais die neue Gattung Cebochoerus mit der Nominatform C. anceps anhand eines Oberkiefers aus La Débruge im südöstlichen Frankreich. Dass beide Formen näher miteinander verwandt sind, brachte er zu diesem Zeitpunkt noch nicht in Zusammenhang. Gut 22 Jahre später erkannte dann Wladimir Onufrijewitsch Kowalewski aufgrund des Baus des Holotyp-Mahlzahns von D. suillum eine nähere Beziehung zu den Schweinen. Hans Georg Stehlin verschob dann im Jahr 1908 im Rahmen einer Aufarbeitung des Fundmaterials von Egerkingen die Art zur Gattung Cebochoerus.
Der Verweis zu Cebochoerus wurde in der Folgezeit kaum angezweifelt. Die Gattung definierte sich über ihre incisiviformen Eckzähne und ihre caniniformen ersten Prämolaren sowie ihren nach hinten höher werdenden horizontalen Knochenkörper des Unterkiefers. Im Jahr 1978 arbeitete Jean Sudre die mittel- und obereozänen Paarhufer Europas monographisch auf. Hierbei schuf er für einige Arten von Cebochoerus eine eigenständige Untergattung, welche er mit Gervachoerus bezeichnete und in die er unter anderem C. suillus und C. minor einordnete. Letztere Form, im Jahr 1876 von Gervais basierend auf einem linken Oberkieferfragment aus den Phosphoritlagerstätten von Lamandine im südfranzösischen Quercy benannt, sah er als Nominatform an. Im gleichen Zuge führte Sudre mit C. dawsoni und C. jaegeri zwei neue Arten innerhalb von Gervachoerus ein, wobei beide Formen Zahnfunde aus Bouxwiller im Elsass zur Grundlage haben. Als abweichende Eigenschaft von Gervachoerus lässt sich neben anderen Zahnmerkmalen ein praemolariformer erster Vormahlzahn im Ober- und Unterkiefer hervorheben. Nur acht Jahre später zweifelte aber Jerry J. Hooker die Gültigkeit der Untergattung Gervachoerus an. Er führte dies auf einige Ungenauigkeiten in Sudres Argumentation zurück, welche die Typusart C. minor betrafen. Hierbei erwies sich einerseits Sudres Zuordnung einzelner Fossilien zur Nominatform und somit seine Merkmalsdifferenzierung von Gervachoerus als problematisch, andererseits stufte Hooker dadurch C. minor als identisch mit C. helveticus ein. Diese Art war bereits im Jahr 1869 von François Jules Pictet anhand von Zähnen vom Mormont in der westlichen Schweiz etabliert worden (allerdings von ihm der Gattung Choeromorus zugesprochen worden, die Hooker wiederum mit Cebochoerus vereinte). Die anderen drei von Sudre als zu Gervachoerus gehörig eingeordneten Arten, C. suillus, C. dawsoni und C. jaegeri, sah Hooker unter anderem durch den praemolariformen ersten Vormahlzahn als so unterschiedlich zu Cebochoerus an, dass er die Einführung einer neuen Gattungsbezeichnung anregte.
Wohl in Unkenntnis von Hookers Arbeit 1986 hoben Jörg Erfurt und Hartmut Haubold im Jahr 1989 Gervachoerus in den Gattungsstatus und ordneten mit G. suillus, G. dawsoni und G. jaegeri hierunter auch die drei von Hooker als problematisch erachteten drei Arten ein. Ihre Entscheidung fußte auf mehreren Teilskeletten von G. jaegeri aus dem Geiseltal als bisher vollständigste Belege. Darüber hinaus folgten beide Autoren weitgehend der Auffassung Sudres. So hoben sie unter anderem die abweichende Gestaltung des ersten Prämolaren bei Gervachoerus und Cebochoerus als eindeutiges Unterscheidungskriterium zwischen den Formen hervor. Allerdings nahmen sie fälschlicherweise G. dawsoni als Typusart von Gervachoerus an. Erfurt korrigierte dies erst im Jahr 2007 innerhalb eines Autorenkollektivs, in dem er hier zwar C. minor als die von Sudre bestimmte Nominatform von Gervachoerus angab, die Art aber zu  Cebochoerus ordnete und hierin analog zu Hooker als synonym zu C. helveticus betrachte. Auch im Weiteren folgte er Hooker und hob hervor, dass es sinnvoller wäre, den Gattungsnamen Gervachoerus zu ersetzen. Ungeachtet dessen hielt Sudre gemeinsam mit anderen Autoren an der Bezeichnung Gervachoerus weiterhin fest, betrachtete die Form aber zwischenzeitlich auch als eigenständige Gattung.